# Беккер, Иосиф Исаакович
Ио́сиф Исаа́кович Бе́ккер (1881, Несвиж — 27 апреля 1956, Ленинград) — советский писатель

, литературовед, искусствовед, журналист.

## Биография
Окончил Симферопольскую гимназию. Был вольнослушателем Петербургского университета. Работал в газетах «Новая жизнь» и «Ленинградская правда». Публиковался в ленинградских художественных и научных периодических изданиях (журнал «Звезда», альманах «Труды Всероссийской Академии Художеств» и других). Член Союза писателей СССР с 1942 года.
Скончался 27 апреля 1956 года в Ленинграде. Похоронен на Преображенском Еврейском кладбище (Участок: 7-3 нов., Место: 250).
Дочь И. И. Беккера — Мери Иосифовна Беккер (1920, Петроград — 2010, Санкт-Петербург) — писатель, переводчица с английского языка.

## Сочинения
- Великая российская революция. Вильно, 1920-е гг. (на идише)
- Борцы революционной печати. М., 1929. 128 с.
- Академия Художеств: Исторический очерк / И. И. Беккер, И. А. Бродский, С. К. Исаков. М.; Л.: Искусство, 1940. 160 с. 3000 экз.
- Мицкевич в Петербурге. Л.: Лениздат, 1955. 168 с. 5000 экз.
- Мицкевич в России // Звезда. 1955. № 11.
- Произведения Мицкевича и царская цензура // Литература славянских народов. 1956. Вып. 1.
- Белинский — переводчик Мицкевича // Адам Мицкевич в русской печати, 1825—1955. М.; Л., 1957.